# Monument (canción de Depeche Mode)
Monument es una canción del grupo inglés de música electrónica Depeche Mode compuesta por Martin Gore, publicada en el álbum A Broken Frame de 1982.

## Descripción
Es una de las primeras funciones de DM comprometida con una tendencia hacia el minimalismo electrónico que, como varios otros temas del álbum A Broken Frame, capitalizaran en su trayectoria posterior, sin embargo, Monument en general dejó mucho que desear mientras la otra canción minimalista de la misma colección, Leave in Silence, lograría un mejor resultado a nivel comercial.
En conjunto de sus elementos es aún un ejercicio excedido en experimentación, torpe y pretencioso, acaso lo único medianamente rescatable es su letra en la cual se hace una artificiosa alegoría sobre lo construido con dedicación y que de pronto se ve derrumbado, una extrapolación sobre las relaciones de pareja que se acaban en un momento por cuestiones simples. Sin embargo, como las otras líricas del álbum, era algo todavía muy básico y sin grandes merecimientos.
La musicalización es también llamativa por no ser exactamente synth pop, sino más bien algo experimental a base de los efectos de percusión de los teclados y las cajas de ritmos, con lo cual muy irónicamente DM comenzaba una innegable influencia en el género y sus contemporáneos derivados, en concreto y por disparatado que parezca hacia el subgénero rock gótico, en el que las percusiones electrónicas se volverían muy habituales.
También influyó a la propia música de DM en modo importante, pues en su siguiente álbum, Construction Time Again, reutilizaron profusamente la temática sobre construcción pero dándole una orientación integral hacia la música industrial.
Sin embargo, Monument utiliza percusiones muy suaves, excesivamente artificiales y acompasadas, lo cual iría en detrimento de su propio resultado pues se vuelve una pieza cansona e intrascendente en el disco perdiendo cualquier posible impacto sonoro, fácilmente una de las peores de la colección.
Curiosamente su influencia se encuentras en temas tardíos de DM como Macro de 2005, en la que las percusiones se vuelven mucho más duras sobre una letra onírica, mientras Monument en su momento solo logró mantener la línea melódica triste de A Broken Frame con esa melancolía juvenil que caracterizara a casi todos los temas de Martin Gore en esa época del grupo y comenzando los juegos vocales con David Gahan, en la cual el efecto de percusión se mostraba muy poco logrado haciéndolo un ejercicio poco habilidoso que únicamente revelaba todas sus carencias en esa etapa aún temprana como grupo.

## En directo
La canción se interpretó solo durante la gira Broken Frame Tour, aunque no en todas las fechas pues se rotaba con el tema Get the Balance Right! Y tras de la cual no volvería a ser incorporada en presentaciones en directo de DM debido al poco aprecio que ellos mismos manifiestan hacia el álbum A Broken Frame.

## Versiones
Para el álbum tributo de 1998 For the Masses el grupo islandés GusGus grabó un cover de Monument, siendo de las más malas canciones de DM que han merecido una versión de un grupo conocido.
- Datos: Q6022900